# Przepiórka nowozelandzka
Przepiórka nowozelandzka (Coturnix novaezelandiae) (w jęz. maor. koreke) – gatunek wymarłego ptaka z rodziny kurowatych (Phasianidae). Występował na Wyspie Północnej, Wyspie Południowej i na wyspie Great Barrier (wszystkie należą do Nowej Zelandii).

## Opis i ekologia
Wyglądem zbliżona do przepiórki błotnej (C. ypsilophora) oraz do przepiórki rudogardłej (C. pectoralis). Brak wyraźnego dymorfizmu płciowego – samica była nieco lżejsza od samca.
Niewiele wiadomo o ich ekologii – preferowały otwarte przestrzenie, szczególnie trawiaste obniżenia i doliny.

## Odkrycie i występowanie
Gatunek po raz pierwszy opisany przez Sir Josepha Banksa – naturalistę biorącego udział w pierwszej podróży Jamesa Cooka; uczestnicy wyprawy natknęli się na tego ptaka podczas pobytu na Nowej Zelandii w 1769 lub 1770 roku. Pierwszy okaz został schwytany w 1827 roku przez Jeana René Quoya i Josepha Paula Gaimarda podczas podróży Dumont d’Urville’a; badacze ci nadali temu gatunkowi nazwę Coturnix novaezelandiae.

## Przyczyny i okoliczności wymarcia
Wiadomo, że był ptakiem pospolitym aż do połowy XIX wieku, potem jego populacja zaczęła gwałtownie się kurczyć, by ostatecznie zniknąć w 1875 roku; jednakże o przepiórkach nowozelandzkich na Wyspach Trzech Króli wspomniano jeszcze w 1887 roku.
Przypuszczalnych przyczyn wymarcia jest kilka. Jako główną wymienia się przegraną walkę o pokarm i środowisko naturalne z wprowadzonymi przez Europejczyków gatunkami obcymi – głównie owcami oraz drapieżnictwo obcych psów, kotów i szczurów.
Dodatkową przyczyną mogły być pożary lasów występujące wtedy często w Nowej Zelandii, powodujące kurczenie się środowiska naturalnego tego ptaka.
Hipotetyczną, choć również prawdopodobną przyczyną mogło być roznoszenie chorób przez inwazyjne gatunki obce, które dziesiątkowały – podobnie jak większość rodzimej fauny – także i przepiórki.

## Kontrowersje
Niektórzy naukowcy uważają przepiórkę nowozelandzką i przepiórkę rudogardłą za ten sam gatunek, jednak ta pierwsza została opisana wcześniej.
Prowadzone są badania przez Uniwersytet Masseya (Nowa Zelandia) nad odkrytą niedawno populacją przepiórki na wyspie Tiritiri Matangi. Pojawiły się głosy, że odkryto ocalałe osobniki przepiórki nowozelandzkiej, bowiem jest szansa, że przetrwały jakieś ptaki na izolowanej wyspie. Jest także możliwość, że odkryta przepiórka jest hybrydą koreke i przepiórki błotnej (która została introdukowana do Nowej Zelandii) jednak jest to mało prawdopodobne, gdyż oba te gatunki nie są ze sobą blisko spokrewnione.